# سینه‌گاه (کشتی)

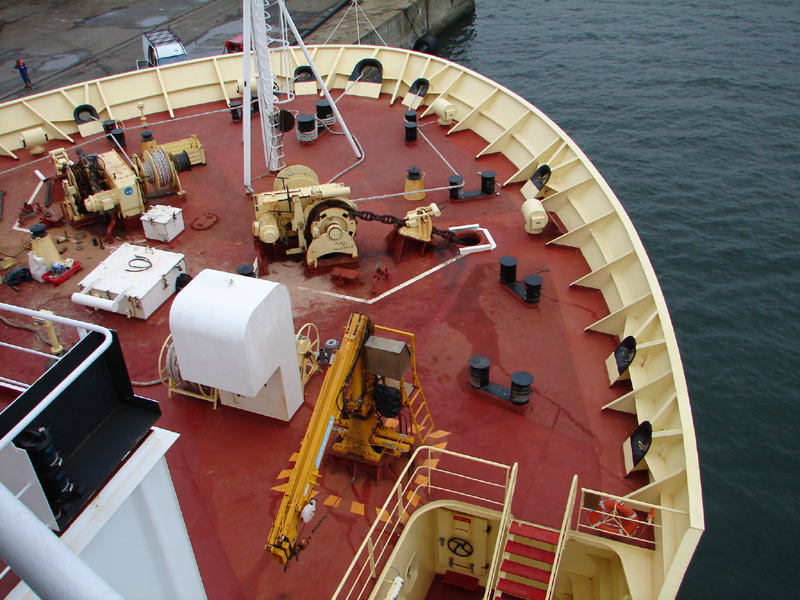
سینه‌گاه یک ناو امروزی.

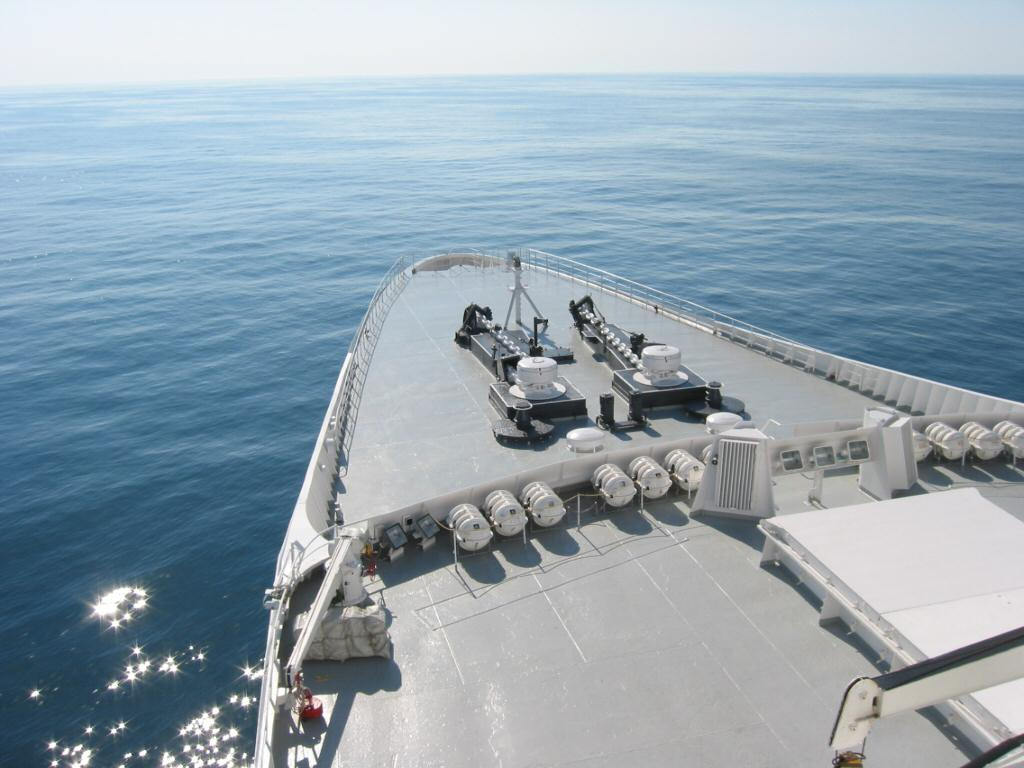
سینه‌گاه ناو.

سینه‌گاه (به انگلیسی: forecastle) یا سینه قسمت جلوی عرشه کشتی است.
سینه‌گاه قسمت زبرین و پیشین کشتی است که معمولاً برای نگهداری طناب و رنگ و دوار و تجهیزات ملوانی استفاده می‌شود.
در کشتی‌های بادبان‌دار کابین‌های جلوی دکل سینه را سینه‌گاه می‌گویند که در این نوع کشتی‌ها به سینه‌گاه، پیش‌کابین، پیش‌خانه نیز گفته می‌شود.
در این قسمت از کشتی زنگی برای هشدار به کارکنان کشتی در هوای مه‌آلود یا شرایط بد جوی و سایر شرایط اضطراری کار گذاشته شده که «زنگ سینه‌گاه» نام دارد.